# Rockwell (police de caractères)
Pour les articles homonymes, voir Rockwell.
Rockwell est une police de caractères conçue par la société Monotype Corporation et publiée en 1934. Sa conception a été supervisée par le directeur technique de Monotype, Frank Hinman Pierpont
Rockwell est principalement utilisée pour l’affichage (la présentation) ou les petits travaux. Elle rappelle les typographies égyptiennes du XIXe siècle.